# 多利內 (舊多布羅特維爾長老區)
多利内（羅馬化：Dolyny）是乌克兰利利沃夫州舍普季茨基區多布羅特維爾市鎮的村庄。郵遞區號80410。人口152人。